# Bill Viola
Bill Viola, né le 25 janvier 1951 à New York et mort le 12 juillet 2024 à Long Beach, est un vidéaste américain.
Il s'est notamment illustré par la création d'installations vidéo monumentales comme celle au Grand Palais de Paris en 2014.

## Biographie
Bill Viola étudie les arts plastiques à l'université de Syracuse de New York mais, n'étant pas à l'aise dans les cours qu'il trouve trop traditionnels, il rejoint une section créée par le professeur Jack Nelson pour les élèves inadaptés aux autres sections, l'« experimental studio », où il entre en contact avec la vidéo.
Plus intéressé par la musique que par l'image, il suit des cours de musique électronique sur synthétiseur, ce qui lui permet d'appréhender le signal électronique comme un matériau avec lequel il peut travailler. Fasciné par la « continuité du signal vidéo par rapport à l'attente qu'induit le développement de pellicule », il aborde ainsi la vidéo en termes de signal et non d'image. Totalement enthousiasmé par ce nouvel outil, Viola dit avoir fait en 1973 plus de bandes que durant n'importe quelle autre année.
Il commence à mettre en place des installations vidéo en utilisant des moniteurs, puis des projections de ses vidéos sur de grandes surfaces dès 1973. Viola participe à cette effervescence qui entoure le tout nouvel art vidéo dans des manifestations, avec des gens comme Nam June Paik, Bruce Nauman, Richard Serra, Peter Campus, Vito Acconci, Joseph Beuys , Wolf Vostell, Frank Gillette, Ira Schneider, Juan Downey, Thierry Kuntzel. Il est, comme eux, influencé par le performance art. Ainsi, en 1975, dans une performance intitulée Free Global Distribution, il tente pendant une journée d'apparaître sur le maximum de photographies de touristes à Florence.
Vers le milieu des années 1970, il voyage en Orient poussé par une quête spirituelle. En 1980, lors d'un voyage au Japon à la faveur d'une bourse d'études, il rencontre le maître zen Daien Tanaka qui devient son guide spirituel.
Bill Viola décrit ses premières bandes en citant Marshall McLuhan : « Le médium, c'est le message », c'est-à-dire que leur sujet, ce qui est mis en scène, c'est la technologie vidéo elle-même ; mais il pense ensuite qu'il doit aussi considérer à parts égales le système perceptif humain, ce qui transparaît dans Red Tape (1973), considérée comme une bande de transition vers la prise en compte du spectateur.
Viola cherche désormais, dans une démarche intimiste, à exprimer son cheminement émotionnel et spirituel, où il n'hésite pas à donner des images de lui-même ou de sa famille. Il fait également souvent appel à des thèmes récurrents : la vie, la mort, le sommeil, le rêve, l'eau, le feu, le désert…
Par exemple, en 1991, il réalise The Passing : cette bande vidéo est une réflexion sur la vie et la mort, en réaction aux événements presque simultanés de la mort de sa mère et de la naissance de son deuxième fils. On peut y voir, accompagnés de sons sourds angoissants, des images de son fils, de sa mère agonisant sur son lit d'hôpital, de paysages déserts, de Viola se réveillant en sursaut dans son lit, d'objets tombants au ralenti ou dans l'eau, etc.
Deux principaux courants se partagent la vidéo américaine : l'un, exubérant et ludique, trafique et dénature les images à l'aide d'effets divers ; son chef de file est Nam June Paik ; l'autre est plus discret et moins transformateur et Viola en est devenu le représentant le plus reconnu.

### The Greeting
En 1995, il représente les États-Unis à la Biennale de Venise, où il expose The Greeting inspiré de la Visitation du peintre maniériste Pontormo. Comment ajouter l’élément du temps à des images qui restaient a priori figées ? Dans cette installation Viola donne vie à la peinture : sur un écran plat à cristaux liquides, cette œuvre présente les mouvements ralentis de femmes interprétant les personnages du tableau. En 2000, l'installation est présentée dans l'église Saint-Eustache de Paris. En 2001, elle a été la première œuvre d'art vidéo acquise par le Metropolitan Museum of Art de New York.
En janvier 2004 se termine l'exposition « The Passions » à la National Gallery de Londres où, pour la première fois, une exposition était entièrement consacrée à un artiste contemporain.

### Rétrospective au Grand Palais
En mars 2014, la toute première rétrospective française de l'artiste a lieu au Grand Palais, à Paris avec plus de vingt œuvres monumentales représentant des heures de vidéo et un dispositif de plus de trente écrans.

## Prix et distinctions
- 2009 : Prix international de Catalogne, de la Généralité de Catalogne, Barcelone.
- 2010 : Doctorat honoris causa de l'université de Liège[4].
- 2011 : Praemium Imperiale.

## Aspects de ses expérimentations

### La remise en cause de la perception humaine
- Relativité du grand et du petit

Jeu des échelles…
Macrocosme-microcosme
- L'espace-temps

Toutes les réalisations de Viola explorent, à travers divers procédés, l'espace-temps.

### La multiplicité de ses techniques
Afin de pousser les limites de notre perception, Bill Viola utilise toutes sortes de dispositifs de captation : il ajoute à ses caméras des systèmes optiques habituellement réservés à la saisie d'images pour la science, comme un téléobjectif 800 mm pour pénétrer le désert de Chott-el-Djerid, ou un objectif macro pour cadrer une goutte d'eau, etc. Il bricole également des systèmes saugrenus de prises de vues avec miroirs, moteurs et mécaniques pour élargir le champ de vision ; pour The Semi-Circular Canals, par exemple, la caméra est installée à l'extrémité d'une planche suspendue à un arbre.
Il n'y a pas, ou peu, de trucages dans les images de Viola, tout au plus du ralenti ou de l'incrustation au service d'un réalisme. Grâce à la mise en scène, au montage et à la sonorisation, il donne un sentiment d'étrangeté à l'image la plus banale.

### Bill Viola, performeur
Sa pratique de la méditation, qui engage la personne tout entière aussi bien physiquement que mentalement, l'amène à se livrer lui-même dans ses bandes à des expérimentations mettant en jeu ses propres limites.

## Œuvres

### Vidéos
(Liste non exhaustive.)
- Migration (1976) Durée : 7 minutes.
Image d'image, goutte d'eau comme métaphore de la vidéo.
Corps traités électroniquement.
- The Reflecting Pool (1979) Durée : 7 minutes.
Une des œuvres les plus importantes de l'art vidéo. 
Apparition-disparition du reflet d'un corps sur l'eau.
- Ancient of Days (1979) Réflexion sur la temporalité.
Succession de plusieurs événements :
Bill Viola fixe des objets sur une table et y met feu, il se filme en même temps et montre le tout à l'envers.
Plan fixe sur un obélisque à Washington sur toute une journée.
Description d'une avenue de New York sur 180° (mouvement giratoire) sur une journée.
Vue du mont Fuji.
Un enfant joue en premier plan et en second plan le mont Fuji est tantôt caché par les nuages, tantôt dégagé…
Cette image est ensuite saisie sur un panneau publicitaire dans une ville, puis on voit les gens de cette ville au ralenti.
Une nature morte.
Une horloge qui marque le temps, un bouquet de fleur (thème des vanités).
- Chott el-Djerid (1979) Durée : 28 minutes.
Silhouette flageolantes, mirage dans le désert.
Mouvements lents mais temps réel.
- The Space Between The Teeth Réflexion sur le son et l'espace.
Expérience réduite à une photo jetée à la mer.
L'eau engloutit la photo.
Un homme boit, puis travelling avant du couloir à sa bouche qui crie.
- Raisons To Knocking At An Empty House (1983) Durée : 19 minutes 11 secondes.
 Enfermé dans la même pièce pendant 3 jours, Bill Viola se filme, en plan fixe, à lutter contre le sommeil (Autoscopie).
Temps réel compressé en 19 minutes
(référence à Douglas Gordon qui ralentit les films).
- Anthem (1983) Durée : 11 minutes 30 secondes.
- I Don't Know What It Is I Am Like (1986) Durée : 89 minutes.
Jeu sur le changement d'échelle :
le bison puis l'oiseau sur son dos, l'œil puis le reflet du cameraman, l'arbre dans le verre, le reflet de Bill sur le robinet…

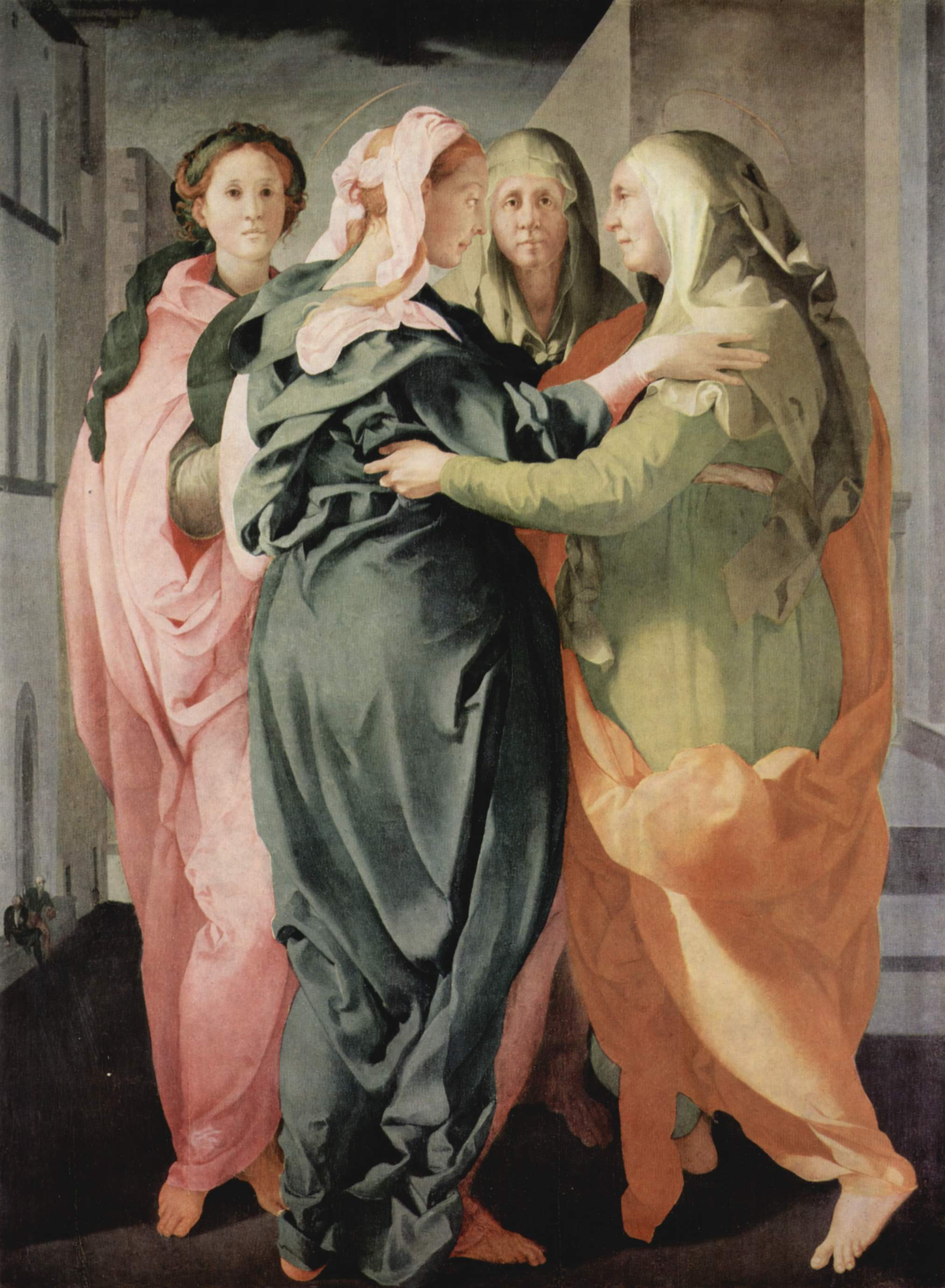
La Visitation de Pontormo (v. 1528) source d'inspiration de The Greeting (1995).

- The Greeting (1995) Durée : 10 minutes.
Cette installation vidéo de Bill Viola créée pour la Biennale de Venise s’inspire d’un tableau maniériste : la Visitation de Jacopo Pontormo : Trois femmes, dont une enceinte, se rencontrent dans une rue imaginaire.
Temps réel dilaté 45 secondes.
- The Crossing (1996) Durée : 16 minutes.
Cette installation vidéo et sonore sur deux écrans mis dos à dos présente un personnage (Phil Esposito) venant à la rencontre du spectateur en marchant sur une vingtaine de mètres, s'arrêtant au premier plan, avant que de recevoir sur un écran des gouttes puis des cataractes d'eau et sur l'autre s'embraser progressivement, avant disparition totale.
- Dolorosa (2000) Durée : 11 minutes.
Vidéo couleur sous forme d'un petit diptyque, tel un livre ouvert, présentant une femme rousse aux yeux verts et un homme brun de type méditerranéen en train de pleurer.
- Observance (2002) Durée : 10 minutes.
Sur un écran vertical unique, 18 personnes de tout âge et origines ethniques vont se succéder progressivement au premier plan en fixant vers le sol et techniquement hors de l'écran un drame inconnu du spectateur mais provoquant chez eux tristesse, pleurs, et compassion. Les contacts physiques entre chacun des observateurs forment une chaîne continue lors de leur passage au premier plan.
- Emergence (2002) Durée : 12 minutes.
Sur un écran unique deux femmes attendent au pied d'un baptistère. Surgi soudainement de l'eau un homme nu et blanchi, christique, tel une résurrection ou un descente de croix. Les femmes l'accueillent dans leurs bras et le couvrent d'un drap.
- Bodies of Light (2006) Durée : 21 minutes 30 secondes.
Installation vidéo en noir et blanc sur deux écrans plasma.
- Ocean Without a Shore (2007) Durée : en boucle.
Installation vidéo dans l'église déconsacrée de San Gallo à Venise. Successivement 23 personnes s'approchent du spectateur, passent à travers un rideau d'eau, qui les incarnent, puis comme désabusés, comprennent qu'elles sont éphémères dans ce monde de couleurs, retournent dans leur monde immatériel et s'éloignent de l'existence.
- Tristan et Isolde (2008) Durée : celle de l'opéra.
Projection vidéo en noir et blanc et couleurs sur le fond de la scène de l'Opéra national de Paris (Bastille), accompagnant la représentation de l'opéra de Wagner.

### Installations
Pour prolonger la dimension lyrique de son œuvre, Bill Viola conçoit ses installations comme des espaces dans lesquels les spectateurs sont invités à s'immerger pour ressentir ses émotions.
- He Weeps for You
- The Sleepers

Dans The Sleepers (1992), on retrouve l'eau, le sommeil et la solitude, thèmes chers à Viola, immergés dans de l'eau au fond de sept barils, sept moniteurs diffusent chacun en boucle le visage d'une personne endormie en gros plan. La pièce est plongée dans l'obscurité, la seule lumière est celle qui provient des barils et se diffuse dans la pièce. Ici, l'effet n'est nullement dans l'image on ne peut plus banale, mais c'est le dispositif qui donne sa force à l'installation.
Cette installation, qui fait partie de la collection du musée d'art contemporain de Montréal, a été prêtée en 1998 pour l'exposition itinérante « Bill Viola » qui est passée par différentes villes des États-Unis et d'Europe ; Viola y pousse encore plus loin le dispositif de l'installation, il a imaginé l'aménagement et la configuration des salles de cette énorme exposition regroupant notamment 18 installations, afin de faire interagir certaines d'entre elles.
- Five Angels for the Millennium (2001)

Cette installation est composée de cinq grands écrans de projection vidéo (Departing Angel, Birth Angel, Fire Angel, Ascending Angel, Creation Angel) disposés dans une pièce sombre. Sur les thèmes de la naissance, de la mort et de la résurrection, chaque vidéo met en scène le plongeon ou le jaillissement de corps dans l’eau, au ralenti, à l’envers, dans le silence, jusqu'au passage à la surface dans un bruit assourdissant.
- Bill Viola investit le Grand Palais[2],[3],[5] (Paris) du 5 mars au 21 juillet 2014

Un large corpus de son œuvre, allant de 1977 à aujourd’hui, mêlant tableaux en mouvement et installations monumentales, est pour la première fois présenté au Grand Palais. Dans une quête à la fois intimiste et universelle, l’artiste exprime son cheminement émotionnel et spirituel à travers de grands thèmes métaphysiques — vie, mort, transfiguration…